# Rameauite
La rameauite è un minerale, un complesso ossido di uranile idrato.

## Etimologia
Il nome rameauite è stato attribuito in onore di Jacques Rameau che scoprì il giacimento in cui fu trovato il minerale.